# عماد الدولة الديلمي
عماد الدولة أبو الحسن علي بن بويه الديلمي البويهي هو مؤسس الدولة البويهية في شيراز وحكم للفترة 934–949.